# Il principe di Peoria
Il principe di Peoria (Prince of Peoria) è una serie televisiva statunitense creata e prodotta da Nick Stanton e Devin Bunje.
La prima parte della prima stagione, composta da otto episodi, è stata distribuita a livello internazionale su Netflix il 16 novembre 2018. I restanti otto episodi sono stati distribuiti il 20 maggio 2019.

## Trama
La serie segue Emil, un tredicenne principe di un ricco regno insulare che viaggia negli Stati Uniti per vivere in incognito come studente e stringe un'improbabile amicizia con Teddy, una persona ambiziosa e fastidiosamente competitiva, ma Emil è l'opposto.

## Episodi
| Stagione       | Episodi | Episodi        | Distribuzione USA | Distribuzione Italia |
| -------------- | ------- | -------------- | ----------------- | -------------------- |
| Prima stagione | 16      | 8 + 1 speciale | 2018              | 2018                 |
| Prima stagione | 16      | 8              | 2019              | 2019                 |

## Produzione
Il 31 gennaio 2018, è stato annunciato che Netflix aveva ordinato una stagione composta da sedici episodi. La serie è stata creata da Nick Stanton e Devin Bunje che fungono anche da scrittori, showrunner e produttori esecutivi. L'altro produttore esecutivo è Sharla Sumpter Bridgett.
Il 2 aprile 2018, è stato annunciato che Gavin Lewis, Theodore Barnes, Shelby Simmons e Cynthia McWilliams si erano uniti al cast principale.